# JLL森井鑑定
JLL森井鑑定株式会社 （ジェイエルエルもりいかんてい）は、東京都中央区に本社を置く大手不動産鑑定業者である。

## 概要
大阪発祥の大手不動産鑑定業者である。2016年3月にジョーンズ・ラング・ラサール（JLL）の子会社になった。
2019年の評価総額は11兆円を超えた。また、不動産証券化の業界でも不動産鑑定評価のシェアは高く、J-REIT及び私募リートへの参入率は4割を超えている。

## 沿革
- 1948年（昭和23年）10月 - 創業者の森井徹氏により森井商会として創業
- 1967年（昭和42年）12月 - 森井土地事務所を設立
- 1974年（昭和49年）3月 - 昭和不動産鑑定所に改称
- 1977年（昭和52年）4月 - 株式会社昭和不動産鑑定所に改組、不動産鑑定業登録
- 1982年（昭和57年）5月 - 株式会社森井総合鑑定に改称
- 1994年（平成6年）8月 - 森井総合鑑定株式会社に改称
- 2009年（平成21年）5月 - 本社を大阪から東京に移転
- 2016年（平成28年）3月 - JLLの子会社となる
- 2018年（平成30年）4月 - JLL森井鑑定株式会社に改称
- 2019年（令和元年）5月 - JLLの不動産鑑定部門を当社に移管

## 事業所
- 本社：東京都中央区日本橋茅場町1-8-3　郵船茅場町ビル8F
- 大阪本社：大阪府大阪市北区西天満2-6-8　堂島ビルヂング2F